# Dingy-Saint-Clair
Dingy-Saint-Clair is een gemeente in het Franse departement Haute-Savoie (regio Auvergne-Rhône-Alpes). De plaats maakt deel uit van het arrondissement Annecy. Dingy-Saint-Clair telde op 1 januari 2022 1.459 inwoners.

## Geografie
De oppervlakte van Dingy-Saint-Clair bedroeg op 1 januari 2022 34,12 vierkante kilometer; de bevolkingsdichtheid was toen 42,8 inwoners per km².

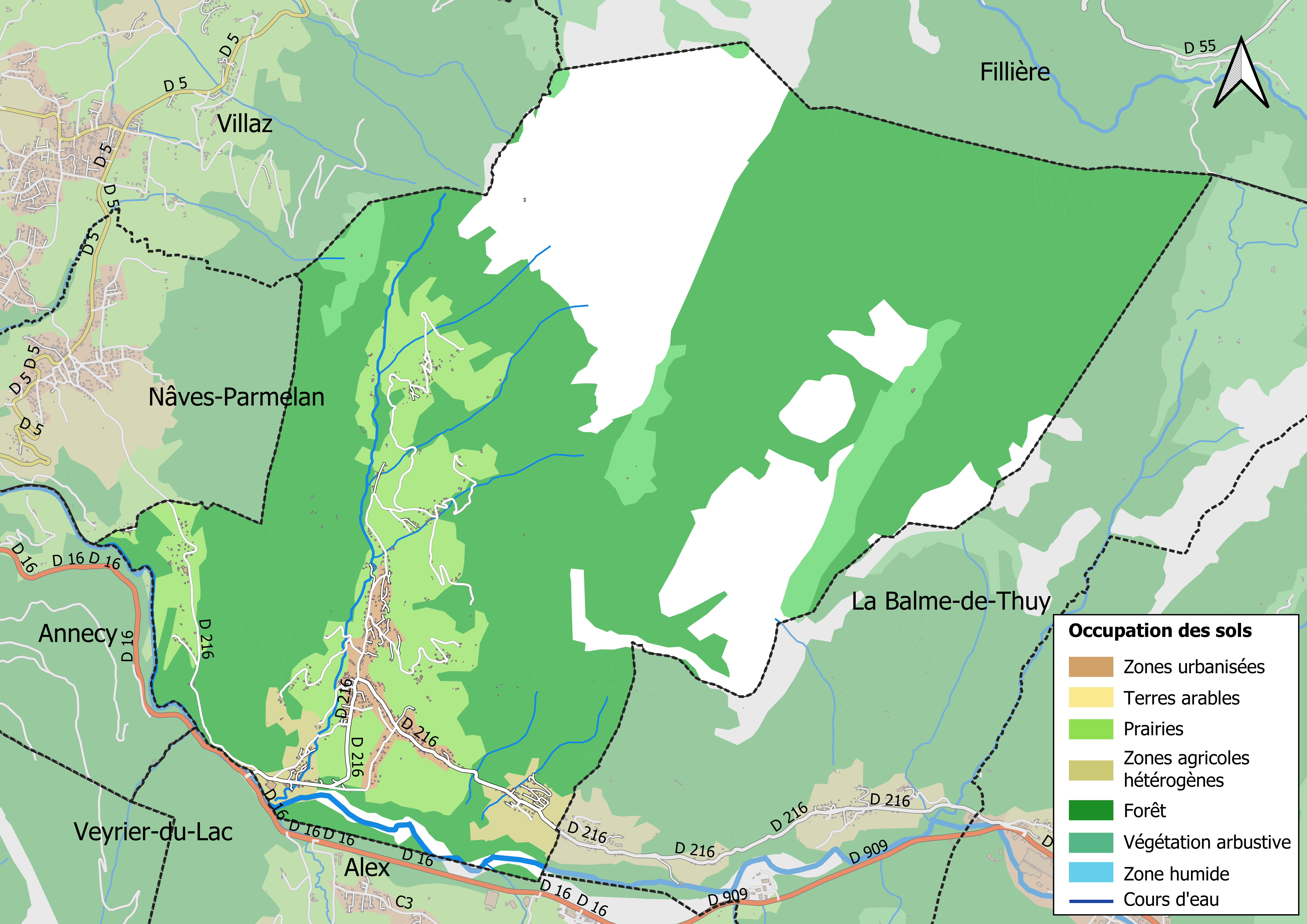
Kaart van de gemeente met de belangrijkste infrastructuur, bodemgebruik en omliggende gemeenten

## Demografie
Onderstaande figuur toont het verloop van het inwonertal (bron: INSEE-tellingen).